# (39421) 2128 T-2
2128 T-2 (asteroide 39421) é um asteroide da cintura principal. Possui uma excentricidade de 0.11932060 e uma inclinação de 8.51492º.
Este asteroide foi descoberto no dia 29 de setembro de 1973 por Cornelis Johannes van Houten e Ingrid van Houten-Groeneveld e Tom Gehrels em Palomar.